# Поллінг (Мюльдорф)
Поллінг (нім. Polling) — громада в Німеччині, розташована в землі Баварія. Підпорядковується адміністративному округу Верхня Баварія. Входить до складу району Мюльдорф. Центр об'єднання громад Поллінг.
Площа — 43,83 км2. Населення становить 3285 ос. (станом на 31 грудня 2020).